# Чарлс Лотон
Чарлс Лотон (енгл. Charles Laughton; Скарборо, 1. јул 1899 — Холивуд, 15. децембар 1962) био је енглески глумац. Дебитовао је 1926. године, а у Лондону боравио од 1933. године. Био је члан позоришта Олд Вик, a од 1940. године је живео у САД, где је наступао у театрима Њујорка и Лос Анђелеса. Истакао се тумачењем разноликог репертоара: c подједнаким успехом играо је карактерне, комичне и трагичне улоге. Филмови: Приватни живот Хенрија VIII, 3вонар Богоподичине цркве, Сведок оптужбе.
Једини филм који је режирао у каријери Ноћ ловца постао је култни филм ноар.

## Филмографија
| Улоге Чарлса Лотона |                             |               |                     |          |
| Година              | Српски назив                | Изворни назив | Улога               | Напомена |
| 1932.               | Острво изгубљених душа      |               | др Моро             |          |
| 1933.               | Приватни живот Хенрија VIII |               | краљ Хенри VIII     |          |
| 1935.               | Побуна на броду Баунти      |               | капетан Блај        |          |
| 1939.               | Крчма Јамајка               |               | сер Хамфри Пенгалан |          |
| 1942.               | Приче са Менхетна           |               | Чарлс Смит          |          |
| 1953.               | Краљица девица              |               | краљ Хенри VIII     |          |
| 1957.               | Сведок оптужбе              |               | сер Вилфрид Робартс |          |
| 1960.               | Спартак                     |               | Семпроније Грах     |          |